# FOUL
fOUL（ファウル）は日本のスリーピース・ロックバンドである。1994年6月結成。ジョー・チカレリプロデュースの3枚の録音アルバムを含む音源をリリース後、2005年3月に「fOULの休憩」を宣言し活動を休止していたが、2022年7月より活動を再開した。
バンド名は「ホームランにならない人生」をなぞらえたもので、当初はFoul Ballとするはずだったが他にBallのつくバンドが多いのでfOULに。。

## メンバー
- 谷口 健（たにぐち けん）ボーカル・ギター

愛用ギターはRickenbacker381 John Kayモデル
- 平松 学（ひらまつ まなぶ）ベース
- 大地 大介（おおち だいすけ）ドラム

## 来歴

### fOUL結成前
1993年後半にはUSハードコアが都内のライブハウスで盛り上がりを見せ始め、その中心としてBEYONDSは毎週のようにライブをこなすハードスケジュールとなる。増え続けるファンの期待に応えることやメジャーデビューよりも自由に楽しめる音楽活動を志向した谷口と大地は、BEYONDSのメンバーでの活動に限界を感じ、谷口の就職を直接の契機として1994年3月で活動を休止する。

### fOUL結成
1994年6月、元BEYONDSのメンバーのうち、マイペースで音楽を楽しむことを選択した二人が札幌ハードコア・シーン出身の平松（シークレット・サマー、サイドオーダー）を迎えてバンドを結成する。当初は、初めてギターを担当する谷口が就職先の地方研修に出ていたこともあり、大地と平松が二人で練習して曲作りという状態が続く。その大地も1994年に二度目のアメリカツアーを控えたCOPASS GRINDERZに加入、さらにPaumeにも参加、平松も谷口順（God's Guts, U.G.Man）らとWe are the worldを結成して初めてのドラムを担当と、バンドを掛け持っており、fOULは三人のスケジュールに合わせての活動という状態が長かった。

### 本格始動
God's Guts、 eastern youth、 bloodthirsty butchersら札幌出身のハードコアバンドからの働きかけに応じた音源リリースやライブ活動を経て、1998年からフルタイムの音楽活動を開始。
オープン間もない下北沢CLUB Queで1994年10月8日に行われた初ライブ、次の11月のライブではその効果が集客に如実に現れることになる。12月の録音が谷口順の自主レーベル・Less Than TVから翌3月にリリース、また、4月に自主企画・極東最前線の第2回に出演したのを機に、eastern youthの自主レーベル坂本商店に迎えられる。
1996年には吉村秀樹(bloodthirsty butchers)とzero(Copass Grinderz)が監修したコンピレーションCinderella V.A.に参加。翌年bloodthisty butchersとお互いのカヴァーを含むスプリット・アルバムをLPとしてリリースする。

### 「砂上の楼閣」、アメリカでのレコーディング
fOULの活動が活発化したため、1998年に谷口は会社勤めを辞め、大地と平松もバンド活動をfOUL一本に絞る。1998年3月14日にスタートした下北沢ShelterでのfOUL単独のライブ企画『砂上の楼閣』は、2005年3月21日までに34回を数える自主ライブ企画となる。1997年までレギュラーだった極東最前線には年末や特別企画のみの出演となったが、うち3回はeastern youthとともにCSで放映された。
1999年にはプロデューサーにジョー・チカレリを迎えてサンフランシスコで録音したセカンドアルバムを坂本商店からリリース。続くベルウッドからの2枚のアルバムもチカレリのプロデュースでそれぞれバンクーバーとロサンジェルスで録音された。
2000年6月と2001年8月には、それぞれNumber Girl、bloodthirsty butchersとの組み合わせでCSのライブ中継番組に出演した。
その後Promise RingやBurning Airlines、 Jets To Brazilといった当時代表的とされたエモ・バンドの来日公演オープニングに出演。
2005年3月21日開催の『砂上の楼閣34』をもって、活動休止を表明。ゲストは同じく夏からの活動停止を予告したPEALOUT。

### メンバーのその後
谷口はその後、PEALOUTの岡崎善郎とBEYONDSとしての活動を再開する。大地は2006年に同じく元BEYONDSメンバーだった中村修一のバンド table に参加した。eastern youth が新しい自主レーベル裸足の音楽社を設立して移籍したため、fOULと共に坂本商店も活動休止の状態となった。
2021年9月24日、大石規湖が監督を務めたドキュメンタリー映画『fOUL』が公開された。

### fOUL再始動
2022年4月12日、再始動を発表。同年7月2日開催のワンマンライブ『砂上の楼閣35』をもって、17年振りにバンド活動を再開した。

## ディスコグラフィー

### シングル
- ブックシェルフ 1F（2000年4月10日）坂本商店

1. 向こう三年の通暁者
2. 打ち出の小槌
3. 終わりの始め（ギターで吉野寿参加）

### アルバム
- foul ball for foul men （1995年4月）Less Than TV

1. eleven
2. escape
3. a personal matter
4. sideorder （「裁判所の架空の訓示」原曲）
5. legacy of hate
6. correct

- A FOULFUL OF・・・（1996年3月20日）坂本商店

1. from way out to way under
2. opportunity
3. mr.vain
4. abesada
5. 黙示録/apocalypse

- Dostoevsky Groove（1997年10月21日）坂本商店

1. 私は求めない…
2. Na・Ka・Za・Wa
3. 赤い砂漠
4. デタッチメント・コミットメント
5. わらをもつかむ思い
6. Smart Boy Meets Fat Girl (スマート・ボーイ・ミーツ・ファット・ガール)
7. Searchin' for June (サーチン・フォー・ジューン)
8. fOULの休憩
9. ドストエフスキー・グルーヴ
10. 1 am 1 am (アイ・アム・アイ・アム)

- bloodthirsty butchers＆foul split LP (1997年）CD（1998年2月）Less Than TV

1. Legacy of Hate
2. Green
3. I am on fire（Bloodthirsty Butchers カヴァー）
8. from way out to way under
- 煉獄のなかで（1999年6月10日）坂本商店　プロデュース：ジョー・チカレリ

1. あの入江に棲むとき
2. ヨナが呼んでいる
3. 畳
4. 霜焼け
5. 神保参詣（30.october）
6. 大人になる予感
7. そして浸透
8. 煉獄のなかで
9. mind-dump
10. 裁判所の架空の訓辞
11. 齟齬

- Husserliana（2001年7月25日）坂本商店／ベルウッド　プロデュース：ジョー・チカレリ

1. fRATERNITY
2. 絶え間ない保身と枯れ草
3. 全裸の魂
4. フッサリアーナ
5. fOULの水
6. fOULの皮算用
7. iridium192
8. 枯槁
9. dark on you
10. IT'S A LONG WAY BACK (ラモーンズカヴァー)

- アシスタント（2003年1月22日）坂本商店／ベルウッド　プロデュース：ジョー・チカレリ

1. あなたのレーゾン・デ・トゥール
2. a heartbreak hill
3. いかるがの空
4. チンコンカン
5. 輝く湖水
6. 従業員
7. 柊の葉
8. 留守
9. カンブリア紀
10. 氷の山

### 参加作品
- Cinderella V.A I HATE DANCE...Why？（1996年4月23日）キング

5. dark on you
- SANTA（1997年）Less Than TV

17. 宴のあと
- 極東最前線（2000年7月16日）坂本商店

1. wax＆wane
- スペースシャワー列伝～宴～（2002年4月24日）スピードスター

4. 氷の山
- WE HAD BEEN THERE A Tribute to Beyonds（2002年5月24日）UKプロジェクト

15. FEDDISH THINGS
- Flowers Of Error 3 (2004年03月17日) ベルウッド（會田茂一企画のライブ・コンピレーション)

6. Foulの水
- 極東最前線2 (2008年7月23日) バップ

[DISC2] 3. Decade